# Two Sisters from Boston
Two Sisters from Boston is een Amerikaanse musicalfilm in zwart-wit uit 1946 onder regie van Henry Koster. De film, met in de hoofdrollen Kathryn Grayson en June Allyson, werd destijds in Nederland uitgebracht onder de titel Twee zusters uit Boston.

## Verhaal
Het jaar is 1903. Abigail Chandler is een meisje van een puriteinse Bostonse familie dat de droom heeft om op een dag op te treden in Metropolitan Opera te New York. Haar welvarende oom en tante besluiten om haar droom te financieren, maar de toelage is te gering om van rond te komen. Vanwege die reden voegt Abigail zich bij een ongecultiveerd cabaretgenootschap genaamd 'De gouden haan'. Alhier treedt ze op in schunnige klederdracht. Wanneer haar familie in Boston hiervan lucht krijgt, reizen ze onmiddellijk naar New York om achter de waarheid te komen. Abigail ontkent de geruchten en houdt vol dat ze in de Metropolitan Opera optreedt. Haar zus Martha doorziet de waarheid, maar besluit om Abigail niet te verraden. 
Met de hulp van de baas van het cabaret, Spike, weet ze zich ongemerkt te voegen bij de koormeisjes van de opera. Haar oom en tante zitten in de zaal en wanneer ze haar op het podium zien, gloeien ze van trots. Zodra de andere spelers echter merken dat er een onbekend meisje op het podium staat, komt het operastuk in gevaar. De zaken verslechteren nog meer als ze per ongeluk hoofdrolspeler Olaf Olstrom onderbreekt. Ondanks dit fiasco zijn oom en tante overtuigd van Abigails successen en keren met een geheven hoofd terug naar Boston. Martha besluit om bij haar zus in New York te blijven zodat ze een oogje in het zeil kan houden.
Martha vreest dat Abigail zal ontsporen en organiseert daarom een romance tussen haar zusje en Lawrence Tyburt Patterson Jr., de zoon van een succesvolle tenor.  Lawrence raakt echter verliefd op Martha. Aanvankelijk houdt Martha hem op afstand, maar wanneer ze beseft dat Abigail ook geen gevoelens voor hem koestert, laat ze hem toe en bloeit een romance op. Gezamenlijk focussen ze zich op de carrière van Abigail, die steeds meer tot bloei komt. Uiteindelijk breekt Abigail door met een legitieme rol in de Metropolitan Opera.

## Rolverdeling
| Acteur           | Personage                             |
| ---------------- | ------------------------------------- |
| Kathryn Grayson  | Abigail Chandler                      |
| June Allyson     | Martha Canford Chandler               |
| Lauritz Melchior | Olaf Olstrom                          |
| Jimmy Durante    | 'Spike'                               |
| Peter Lawford    | Lawrence Tyburt Patterson jr.         |
| Ben Blue         | Wrigley                               |
| Isobel Elsom     | Tante Jennifer                        |
| Harry Hayden     | Oom Jonathan                          |
| Thurston Hall    | Meneer Lawrence Tyburt Patterson sr.  |
| Nella Walker     | Mevrouw Lawrence Tyburt Patterson sr. |
| Gino Corrado     | Ossifish                              |

## Achtergrond
De film werd gemaakt tijdens de hoogtijdagen van het succes van Kathryn Grayson en June Allyson en bracht zodoende een groot geldbedrag in het laatje; er werd een winst van $605.000 dollar geteld. Ten tijde van de opnamen ging Allyson op aandringen van studiohoofd Louis B. Mayer uit met tegenspeler Peter Lawford; naar eigen zeggen was dit puur ter publiciteit van de film.